# 最後の忍道
『最後の忍道』（さいごのにんどう）は、1988年5月に日本のアイレムから稼働されたアーケード用横スクロールアクションゲーム。日本国外版のタイトルは『Ninja Spirit』。
主人公の「月影」を操作し、父を殺した忍への復讐と自身の出生の秘密を探るため抜け忍となって戦いに身を興じる内容となっている。4種類の武器を駆使する事や分身を身に着ける事が可能である事など、シューティングゲームに近い要素がある事を特徴としている。
開発はアイレムが行い、音楽は同社の『ミスターヘリの大冒険』（1987年）を手掛けた石田雅彦が担当している。
1990年にPCエンジンに移植された他、欧州では各種ホビーパソコンに移植、さらに1993年にはゲームボーイに移植された。PCエンジン版はバーチャルコンソール対応ソフトとして2007年にWii、2015年にWii Uにて配信された。ゲームボーイ版はニンテンドー3DS用ソフト『パチパラ3D 大海物語2〜パチプロ風雲録・花 希望と裏切りの学園生活〜』（2012年）に収録された。アーケード版は2019年にPlayStation 4およびNintendo Switch用ソフトとしてアーケードアーカイブスにて配信された。
アーケード版はゲーム誌『ゲーメスト』の企画「第2回ゲーメスト大賞」にて大賞10位、ベストグラフィック賞9位、ベストエンディング賞4位を獲得した。PCエンジン版はゲーム誌『ファミコン通信』の「クロスレビュー」にてゴールド殿堂を獲得した。

## ゲーム内容

### システム
8方向レバーと3つのボタン（攻撃、ジャンプ、武器選択）でプレイヤーキャラクターを操作する。プレイヤーキャラクターはあらかじめ刀・手裏剣・爆弾・鎖鎌の4種類の武器を装備しており、状況に応じてそれらを使い分けてゲームを進める。全7ステージ。ほとんどの敵自体に攻撃判定は無く、敵が使用する武器に攻撃判定がある。ミスを犯すと一定の地点まで戻る（戻り復活方式）。
ジャンプボタンを押す長さでジャンプ力が変化するようになっており、難易度の高さ故に高度な操作が要求される。全パターンを記憶して攻略する事が必要とされたが、ランダムな要素も多く臨機応変な対応が求められた。

### アイテム
黄色の忍者を倒すと、4種類のアイテムが出現する。これを取ることにより、武器のパワーアップ（点滅、霊光宝珠）、プレイヤーキャラと全く同じ動きをとる分身が最大2体つく（青、分身の術）、自機と分身の周りを攻撃判定のある火炎が包みこむ（黄、火輪の術）、画面上の敵が全滅する（ピンク、破壊の術）といった効果が現れる。
分身は単純に付いた分だけ攻撃力がアップするが、分身の有無で敵の数が増えることにより難易度が大幅に変化するため、敢えて分身を1つだけにして進む攻略方法もある。

### 武器
ステージのシーンによっては、武器アイコンが点滅することがあり、この場面ではここがお勧めと言うことを暗に提示している。
刀（妖刀霧正）
射程は短く破壊力も低いが、敵の進行や武器を使用した近接攻撃（刀の斬撃や棒の投てき）・手裏剣・爆弾などの飛び道具を防ぐことができる本作での防御仕様の武器。レバーの入れ方によって振り方が変わり、ニュートラルで足元から眼前、上方向で背中から頭上、下方向で足下（床下）への攻撃となる。パワーアップすると刀の軌道に残像が付き、攻撃範囲が広がる。敵の武器を破壊することができる。
手裏剣（渦葉）
破壊力は低いが、スピードが速く連射の利く飛び道具。レバーの入れ方によって16方向に発射できる。パワーアップすると一度に3つの手裏剣を投げる拡散型になる。
爆弾（雷竹）
破壊力の高い爆弾を投げつける。レバーの入れ方によって8方向に発射でき、地面にも設置可能。パワーアップすると3つまで連射できる。
鎖鎌（昇龍鎖）
画面半分ほどまで射程が長く、飛び道具を防ぐこともできる。破壊力も高い。レバーの入れ方によって8方向に発射可能。パワーアップすると攻撃中に攻撃方向からみて反対方向以外にレバーを入れる事により円を描いて振り回せるようになる。敵の武器を破壊することが出来るため、回転中は敵の武器に対してはほぼ無敵状態となる。鎌が戻ってくるまで移動方向の入力を受け付けなくなるため、地上で出した場合その場で移動を停止し、空中で出すと軌道の修正が利かなくなる。
武器をパワーアップさせるとその数に応じて敵の硬さも変わり、難易度が上昇する。敵配置がランダムになっており、『ゲーメスト』のハイスコアコンテストではノーマル設定部門とイージー設定部門に分けられて集計されていた。

## 設定

### ストーリー
幕末の世に生きる忍である月影にはある記憶がまとわりついていた。いつ、どこで、なぜかはわからないが狼の姿をした彼の目の前で父が殺されるという光景である。忍に育てられ16年経った時、父を殺したのもまた忍であると知った月影は、忍への復讐と出生の謎を探るため、父と同じく抜け忍への道を選ぶ。

### ステージ構成
※ステージ表記の括弧内は、PCエンジン版で使用された表記に基づく。
STAGE1（第一章 阿修羅）
STAGE2（第二章 双斧鬼）
STAGE3（第三章 魔界半蔵）
STAGE4（第四章 魔窟屋敷）
STAGE5（第五章 風魔九人衆）
STAGE6（第六章 雷雲）
STAGE7（第七章 血戦）

## キャラクター

### 敵キャラクター
黒下忍
黄下忍
緑下忍
赤下忍
槍忍者
忍犬
火炎球
種子島
鎌忍者
灰下忍
風魔忍者
雲水
侍
落武者
無明上人

### ボスキャラクター
阿修羅
第1章のボス。弱点は頭。
双斧鬼
第2章のボス。2本の斧を持ち、空中を自在に動き回る。当たれば残りライフに関わらず即死。
魔界半蔵
第3章のボス。巨大な太刀で防御。そして一太刀喰らえば残りライフに関わらず即死。
呪縛石
第4章のボス。四角形の大きな石が2つランダムに動き回ってプレイヤーを翻弄。
風魔九人衆
第5章のボス。巨大な凧に9人乗って攻撃。中央のリーダーは耐久力あり。
落武者 霊群
第6章のボス。分身の術を使う落武者。規定撃破数はなく、一定時間生き残ればクリア。当たれば残りライフに関わらず即死。
大即身仏
ラスボス。閃光を放って攻撃。

## 移植版
| No. | タイトル                                                           | 発売日         | 対応機種                                            | 開発元                               | 発売元                               | メディア                                | 型式            | 備考                                                           |
| --- | ------------------------------------------------------------------ | -------------- | --------------------------------------------------- | ------------------------------------ | ------------------------------------ | --------------------------------------- | --------------- | -------------------------------------------------------------- |
| 1   | 最後の忍道                                                         | 1990年7月6日   | PCエンジン                                          | アイレム                             | アイレム                             | 4メガビットHuCARD                       | IC02004         |                                                                |
| 2   | Ninja Spirit                                                       | 1990年         | Amiga Amstrad CPC Atari ST コモドール64 ZX Spectrum | Mediagenic                           | アクティビジョン                     | フロッピーディスク カセットテープ       | -               |                                                                |
| 3   | 最後の忍道                                                         | 1993年12月18日 | ゲームボーイ                                        | Bits Studio                          | アイレム                             | 1メガビットロムカセット                 | DMG-UJA (IG-02) |                                                                |
| 4   | 最後の忍道                                                         | 2007年5月8日   | Wii                                                 | アイレム                             | アイレム                             | ダウンロード （バーチャルコンソール）   | -               | PCエンジン版の移植 Wiiショッピングチャンネル終了に伴い配信終了 |
| 5   | パチパラ3D 大海物語2 〜パチプロ風雲録・花 希望と裏切りの学園生活〜 | 2012年5月17日  | ニンテンドー3DS                                     | アイレムソフトウェアエンジニアリング | アイレムソフトウェアエンジニアリング | 3DSカード                               | -               | ゲームボーイ版の移植                                           |
| 6   | 最後の忍道                                                         | 2015年1月14日  | Wii U                                               | アイレム                             | アイレムソフトウェアエンジニアリング | ダウンロード （バーチャルコンソール）   | -               | PCエンジン版の移植 2020年6月30日配信終了                       |
| 7   | 最後の忍道                                                         | 2019年7月4日   | PlayStation 4 Nintendo Switch                       | アイレム                             | ハムスター                           | ダウンロード （アーケードアーカイブス） | -               | アーケード版の移植                                             |

PCエンジン版
「アーケードモード」と「PCエンジンモード」があり、PCエンジンモードではライフ制となり、プレイヤーが通常攻撃を受けても一撃では死なずアーケード版よりも遊びやすく調整されている。武器表示の画面レイアウトがアーケード版とは異なるが、PCエンジン上でも多重スクロールなど各種演出もほぼ再現しており移植度は高い。2007年5月8日にWiiの、2015年1月14日にWii Uのバーチャルコンソールでそれぞれ配信された。
ゲームボーイ版
移植はイギリスのBits Studiosが担当。ライフ制である。

## 評価
アーケード版
- ゲーム誌『ゲーメスト』誌上において行われた企画「第2回ゲーメスト大賞」では大賞10位を受賞、さらにベストグラフィック賞で9位、ベストエンディング賞で4位、ベストキャラクター賞で本作の主人公である月影が19位を獲得している[21]。

- ゲーメストムック『ザ・ベストゲーム』（1991年）において、『ゲーメスト』読者による全アーケードゲームを対象とした人気投票で第57位を獲得[22]、「ビデオゲームフルリスト」の紹介文では、4種類の武器を駆使して攻略するアクションゲームであると指摘した上で、「無駄な要素がなく非常に完成度が高かった。渋いゲームだった」と肯定的に評価された[23]。

- ゲーメストムック『ザ・ベストゲーム2』（1998年）では『名作・秀作・天才的タイトル』と認定された「ザ・ベストゲーム」に選定され、同書にてライターのMVPは本作の時代背景やキャラクター設定が硬派なものであった事を紹介した上で「難易度も非常に高かったゲームである」と高難易度であった事を指摘した[1]。またグラフィックの美しさを指摘し、「色使いも秀逸で見事に『硬派忍者ゲーム』を作り出していた」と絶賛した[1]。4種類ある武器に関しては長所、短所があるとした上で、「爆竹の地面への設置、そして鎖鎌の振り回しの2つの特殊アクションは当時驚いたものであった」と表現し、高難易度が故にパターンを全暗記する必要性があったがランダム要素も多かった事から「臨機応変に対応していかないといけなかったところがこのゲームのいいところであろう」と総括した[1]。

PCエンジン版
- ゲーム誌『ファミコン通信』の「クロスレビュー」では8・8・9・7の合計32点（満40点）でゴールド殿堂を獲得[16]、レビュアーからはタイトーの『影の伝説』（1985年）のパワーアップ版のようであると指摘された他、移植度に関しては「忠実な移植版」、「ほぼアーケード版のままの移植」など肯定的に評価された[24]。グラフィック面に関しては「キャラが小さめなんだけど、そのハンデを感じさせない」など肯定的な意見が挙げられ、また難易度を下げたオリジナルモードに関しては「けっこう先の面まで進むことができる」、「かゆいところに手が届いたうれしい移植」など好意的な意見が多数挙げられた[24]。さらにパワーアップアイテムに関しては「けっこうハデなので、胸のすく思いがする」、「アイテムの数も豊富」など肯定的な意見が挙げられ、演出面に関しては各面のボスの登場の仕方に関して「アッと驚くものばかり」と称賛された[24]。しかし高難易度のため一部のレビュアーから「まだ難しいと思えるところがあり、アクション苦手さんにはオススメできない」などパワーユーザー向けであるとの指摘もされた[24]。

- その他のゲーム誌において、『月刊PCエンジン』では85・90・95・85・90の平均89点（満100点）、『マル勝PCエンジン』では8・7・10・8の合計33点（満40点）、『PC Engine FAN』の読者投票による「ゲーム通信簿」での評価は以下の通りとなっており、21.71点（満30点）となっている[4]。また、この得点はPCエンジン全ソフトの中で186位（485本中、1993年時点）となっている[4]。同雑誌1993年10月号特別付録の「PCエンジンオールカタログ'93」では、難易度が選択できるオリジナルモードが搭載されている事や、多彩な武器と忍術が魅力であると指摘した上で、「グラフィックも美しく、和風の独特な世界を作り出している」と称賛された[4]。

| 項目 | キャラクタ | 音楽 | 操作性 | 熱中度 | お買得度 | オリジナリティ | 総合  |
| 得点 | 3.49       | 3.65 | 3.72   | 3.99   | 3.35     | 3.50           | 21.71 |

- 『CraveOnline』では2010年に特集記事「Top 10 Ninja Games Of All Time」の中でPCE版を取り上げ、「ファミコンの影の伝説に非常によく似ているがあらゆる点で優れている点が異なる」とコメントした[25]。

ゲームボーイ版
ゲーム誌『ファミコン通信』の「クロスレビュー」では6・4・5・4の合計19点（満40点）、『ファミリーコンピュータMagazine』の読者投票による「ゲーム通信簿」での評価は以下の通りとなっており、15.7点（満30点）となっている。
| 項目 | キャラクタ | 音楽 | お買得度 | 操作性 | 熱中度 | オリジナリティ | 総合 |
| 得点 | 2.6        | 2.9  | 2.4      | 2.3    | 3.0    | 2.6            | 15.7 |